# Xã Union, Quận Monroe, Iowa
Xã Union (tiếng Anh: Union Township) là một xã thuộc quận Monroe, tiểu bang Iowa, Hoa Kỳ. Năm 2010, dân số của xã này là 928 người.